# Jan-Ove Waldner
Jan-Ove Waldner (* 3. Oktober 1965 in Stockholm) ist ein ehemaliger schwedischer Tischtennisspieler. Er wurde zweimal Weltmeister (1989 und 1997), einmal Europameister (1996) und einmal Olympiasieger (1992) im Einzel. Außerdem gewann er sieben Mal das Europäische Ranglistenturnier Europe TOP-12. Des Weiteren wurde er zehn Mal schwedischer Meister. Er gilt als einer der besten Spieler in der Geschichte des Tischtennissports. Bis 2012 war er bei TTC Rhön-Sprudel Fulda-Maberzell in der Bundesliga unter Vertrag.

## Material und Spielweise
Waldner spielte zunächst Banda Coppa auf einem Banda-Offensivholz. Nach der Übernahme von Banda durch DONIC spielte er einen extra für ihn entwickelten Belag, der seinen Namen trug. Dieser wurde mehrmals der aktuellen Belagsentwicklung angepasst und mit Zusätzen wie Platin oder Platin X1 bezeichnet. Als Schlägerholz verwendete er ein Carbonholz seines Namens. Wegen seines Talents und seiner eleganten Spielweise wurde er auch der „Mozart des Tischtennis“ genannt. Er zeichnete sich besonders durch variable Aufschläge, sehr gut platzierte Rückschläge, Spielübersicht und Ballsicherheit aus. Andere Stärken waren seine Schlagvariationen und unerwartete Tempowechsel mit Vor- und Rückhand. 2001 wurde über Waldner das Buch „Geheimnisse eines TT-Genies“ geschrieben.

## Werdegang
Als Waldner fünf Jahre alt war, entdeckten seine Eltern sein Talent für Tischtennis. Sie förderten ihn und seinen älteren Bruder Kjell-Åke (* 17. August 1963; ab 1996 Trainer der schwedischen Damen-Nationalmannschaft). Als er 6 Jahre alt war, spielte er das erste Mal in einem Verein. So wurde er mit 9 Jahren jüngster schwedischer Meister seiner Altersklasse. Zwar war er auch talentiert für Tennis und Fußball, aber er legte nun den Schwerpunkt auf Tischtennis. Nach dem Schulabschluss wurde er mit 15 Jahren Profi. Ein Jahr später gewann er in einem Turnier seinen ersten Porsche (Anm.: Er hat bis heute keinen Führerschein).
Waldner gehörte zur absoluten Weltspitze. Er gewann zahlreiche Medaillen bei Olympischen Spielen, Welt- und Europameisterschaften. 1992 wurde er in Barcelona Olympiasieger gegen Jean-Philippe Gatien. 2000 in Sydney schaffte er es erneut bis ins Finale, unterlag jedoch Kong Linghui. Bei den Weltmeisterschaften 1989 wurde er erstmals Weltmeister gegen Jörgen Persson. 1997 wiederholte er den Triumph und blieb dabei im gesamten Turnier ohne Satzverlust. Vizeweltmeister wurde er zweimal (1987 gegen Jiang Jialiang und 1991 gegen Jörgen Persson). Mit der schwedischen Mannschaft gewann er viermal Gold bei Weltmeisterschaften und holte viermal Silber. Bei Europameisterschaften holte er sich einmal Gold im Einzel, dreimal Gold im Doppel, 7-mal Gold mit der schwedischen Mannschaft, zweimal Silber im Einzel und einmal Silber im Team.
1992 wurde er mit der Svenska-Dagbladet-Goldmedaille geehrt.
Zwischen 1980 und 2002 bestritt er 269 Spiele für die schwedische Nationalmannschaft. Davon gewann er 220 Spiele, 49 Spiele gingen verloren. Damit beträgt seine Erfolgsquote knapp 82 Prozent. Eine Fußverletzung im Jahr 2002 zwang ihn zu einer 14 Monate langen Pause. Trotz seines Alters von 37 Jahren fand er danach den Weg in die Weltspitze zurück.
Bei den Olympischen Spielen 2004 in Athen feierte Waldner ein viel beachtetes Comeback und demonstrierte durch sein Vordringen bis ins Halbfinale wieder einmal, dass er selbst im Alter von 38 Jahren noch dazu in der Lage war, der chinesischen Tischtennisvormacht Paroli zu bieten. Bemerkenswert waren seine Siege gegen Timo Boll, den besten deutschen Tischtennisspieler, und gegen Ma Lin, einen der besten Chinesen. Am 11. Februar 2016 beendete Waldner seine aktive Karriere als Leistungssportler. Zuletzt hatte er für Spårvägens BTK in der schwedischen Tischtennisliga gespielt. Ende 2017 unterschrieb Waldner einen Vertrag beim Oldenburger TB, für den er im Juni 2018 bei den deutschen Ü-50-Mannschaftsmeisterschaften spielen sollte. Er sagte die Teilnahme jedoch schließlich ab.
Zahlreiche Produkte, wie Hölzer und sogar erstmals Beläge, trugen seinen Namen. Darüber hinaus bestreitet Waldner zahlreiche Schaukämpfe gegen andere bekannte Tischtennisspieler. Ende 2004 eröffnete Waldner in Peking ein eigenes Restaurant namens „W“.
Im Dezember 2024 veranstaltete Jan-Ove Waldner den Waldner Cup. Im Turnier traten 2 Mannschaften gegeneinander an: Team World und Team Asia. Im Team World war Jan-Ove Waldner selbst der Capitän und im Team Asia war Ma Long der Capitän. Team World bestand, neben dem Capitän Jan-Ove Waldner, aus folgenden Spielern: Truls Möregårdh (Schweden), Dimitrij Ovtcharov (Deutschland), Hugo Calderano (Brasilien), Adriana Díaz (Puerto Rico) und Bernadette Szőcs (Rumänien). Team Asia mit Ma Long wurde verstärkt durch die Spieler: Chen Meng (China), Jang Woo-jin (Südkorea), Lim Jong-hoon (Südkorea), Shin Yu-bin (Südkorea), Kirill Gerasimenko (Kasachstan) und Manika Batra (Indien).

## Vereine
Waldner spielte in mehreren Vereinen und auch einige Jahre in der deutschen Bundesliga:
- 1971–1984 Stockholms Spårvägars GoIF (Schweden)
- 1984–1987 ATSV Saarbrücken (Deutschland)
- 1987–1991 Stockholms Spårvägars GoIF (Schweden)
- 1991–1995 Ängby SK (Schweden)
- 1995–2003 Kalmar BTK (Schweden)
- 2003–2005 SV Weru Plüderhausen (Deutschland)
- 2005–2012 TTC Rhön-Sprudel Fulda-Maberzell (Deutschland[7])
- 2012–2016 Spårvägens BTK (Schweden)

## Erfolge
- Weltmeisterschaften
  - 1983 in Tokio: 2. Platz mit Team
  - 1985 in Göteborg: 2. Platz mit Team
  - 1987 in New Delhi: 2. Platz im Einzel, 2. Platz mit Team
  - 1989 in Dortmund: 1. Platz im Einzel, 1. Platz mit Team
  - 1991 in Chiba: 2. Platz im Einzel, 1. Platz mit Team
  - 1993 in Göteborg: 3. Platz im Einzel, 1. Platz mit Team
  - 1995 in Tianjin: 2. Platz mit Team
  - 1997 in Manchester: 1. Platz im Einzel, 2. Platz im Doppel (mit Jörgen Persson)
  - 1999 in Eindhoven: 3. Platz im Einzel
  - 2000 in Kuala Lumpur: 1. Platz mit Team
  - 2001 in Osaka: 3. Platz mit Team
  - 2004 in Doha: 4. Platz mit Team

- Europameisterschaften
  - 1982 in Budapest: 2. Platz im Einzel (verloren gegen Mikael Appelgren nach einer 2:0 Satzführung)
  - 1986 in Prag: 1. Platz im Doppel (mit Erik Lindh), 1. Platz mit Team
  - 1988 in Paris: 3. Platz im Einzel, 1. Platz im Doppel (mit Mikael Appelgren), 1. Platz mit Team
  - 1990 in Göteborg: 1. Platz mit Team
  - 1992 in Stuttgart: 1. Platz mit Team
  - 1994 in Birmingham: 2. Platz im Einzel (verloren gegen Jean-Michel Saive), 2. Platz mit Team
  - 1996 in Bratislava: 1. Platz im Einzel, 1. Platz im Doppel (mit Jörgen Persson), 1. Platz mit Team
  - 2000 in Bremen: 1. Platz mit Team, 3. Platz im Einzel
  - 2002 in Zagreb: 1. Platz mit Team

- Olympische Spiele
  - 1992 in Barcelona: 1. Platz im Einzel
  - 2000 in Sydney: 2. Platz im Einzel
  - 2004 in Athen: 4. Platz im Einzel

- Ranglistenturnier Europe TOP-12
  - 1984 in Bratislava: 1. Platz
  - 1986 in Södertälje: 1. Platz
  - 1987 in Basilej: 2. Platz
  - 1988 in Ljubljana: 1. Platz
  - 1989 in Charleroi: 1. Platz
  - 1990 in Hannover: 2. Platz
  - 1991 in Hertogenbosch: 2. Platz
  - 1993 in Kopenhagen: 1. Platz
  - 1994 in Arezzo: 2. Platz
  - 1995 in Charleroi: 1. Platz
  - 1996 in Dijon: 1. Platz
  - 1997 in Eindhoven: 3. Platz
  - 1998 in Halmstad: 3. Platz

- European Masters Cup
  - 1991 in Bonn: 1. Platz
  - 1992 in Karlsruhe: 1. Platz
  - 1994 in Hameln: 3. Platz
  - 1995 in Hameln: 2. Platz
  - 1997 in Bensheim: 3. Platz

- European Nations Cup
  - 1992 in München: 3. Platz mit Schweden
  - 1993 in Karlsruhe: 1. Platz mit Schweden
  - 1994 in Bayreuth: 1. Platz mit Schweden
  - 1995 in Karlsruhe: 1. Platz mit Schweden
  - 1996 in Bayreuth: 3. Platz mit Schweden
  - 1998 in Bayreuth: 2. Platz mit Schweden

- World Cup
  - 1983 in Barbados: 2. Platz Einzel
  - 1990 in Chiba: 1. Platz Einzel
  - 1991 in Kuala Lumpur: 3. Platz Einzel
  - 1994 in Taipeh: 4. Platz Einzel
  - 1996 in Nimes: 2. Platz Einzel

- Internationale Meisterschaften
  - 1982 Südkorea (in Seoul): 1. Platz Einzel
  - 1982 Frankreich: 2. Platz Einzel
  - 1983 Schweden Open: 1. Platz Einzel
  - 1984 Deutschland (in Duisburg): 2. Platz Einzel, 1. Platz mit Schweden
  - 1985 Tschechoslowakei: 2. Platz Einzel
  - 1985 Polen: 1. Platz Einzel
  - 1986 Deutschland (in Karlsruhe): 1. Platz Einzel, 2. Platz Doppel (mit Erik Lindh)
  - 1986 Frankreich: 1. Platz Einzel
  - 1988 Jugoslawien: 2. Platz Einzel
  - 1988 China: 2. Platz Doppel (mit Ulf Bengtsson)
  - 1988 Frankreich: 1. Platz Einzel
  - 1990 Deutschland (in Karlsruhe): 2. Platz Doppel (mit Mikael Appelgren)
  - 1990 U.S. Open: 1. Platz Einzel
  - 1990 Japan: 1. Platz Einzel
  - 1991 Japan: 1. Platz Einzel
  - 1992 Frankreich: 1. Platz Einzel
  - 1995 Schweden Open: 2. Platz Einzel
  - 1995 Finnland: 1. Platz Einzel
  - 1996 Jugoslawien Open: 1. Platz Einzel
  - 1996 Frankreich Open: 1. Platz Einzel
  - 1997 Qatar Open: 1. Platz Einzel
  - 1997 Japan Open: 1. Platz Einzel
  - 1998 Schweden Open: 3. Platz Einzel, 2. Platz Doppel
  - 1998 Kroatian Open: 3. Platz Einzel
  - 1998 Qatar Open: 2. Platz Einzel
  - 1998 Italien Open: 2. Platz Einzel
  - 1999 Qatar Open: 3. Platz Einzel
  - 2000 Bremen: 3. Platz Einzel, 3. Platz Doppel (mit Jörgen Persson)
  - 2000 Kroatian Open: 3. Platz Einzel
  - 2001 Dänemark Open: 2. Platz Einzel
  - 2001 German Open: 3. Platz Einzel
  - 2001 China Open: 3. Platz Einzel
  - 2002 Österreich Open: 2. Platz Einzel

- World Allstars Circuit
  - 1990 Athen/GRE: 1. Platz
  - 1990 Manila/PHI: 1. Platz
  - 1991 Aarhus/DEN: 1. Platz
  - 1991 Dubai/UAE: 1. Platz
  - 1992 Tadotsu/JPN: 1. Platz
  - 1992 Sanjo/JPN: 2. Platz
  - 1992 Kashiwazaki/JPN: 1. Platz
  - 1992 Paris/FRA: 1. Platz („Champion of Champions“)
  - 1993 Saga/JPN: 1. Platz
  - 1993 Tadotsu/JPN: 2. Platz
  - 1993 Paris/FRA: 1. Platz („Champion of Champions“)

- Jugend-Europameisterschaften
  - 1979 in Rom: 2. Platz Einzel
  - 1980 in Poznań: 2. Platz Einzel, 1. Platz Doppel (mit Jonny Akesson), 1. Platz Team
  - 1981 in Topolcany: 1. Platz Einzel, 1. Platz Doppel (mit Jonny Akesson)
  - 1982 in Hollabrunn: 1. Platz Einzel, 1. Platz Doppel (mit Jonny Akesson), 2. Platz Mixed (mit Katalin Bolvari)
  - 1983 in Malmö: 1. Platz Einzel, 2. Platz Mixed

- Nordische Meisterschaften
  - 1981 in Horning: 2. Platz Einzel, 1. Platz Doppel (mit Jonny Akesson)
  - 1983 in Reykjavík: 2. Platz Einzel, 1. Platz Doppel (mit Jörgen Persson)
  - 1988 in Karlsborg: 1. Platz Einzel, 2. Platz Doppel (mit Jörgen Persson), 1. Platz Mixed

- Nationale Schwedische Meisterschaften
  - 1981 1. Platz Doppel (mit Mikael Appelgren)
  - 1982 1. Platz Doppel (mit Jonny Akesson), 1. Platz Mixed (mit Annelie Hernvall)
  - 1983 1. Platz Einzel (gegen Mikael Appelgren), 1. Platz Mixed (mit Annelie Hernvall)
  - 1984 1. Platz Einzel (gegen Jörgen Persson)
  - 1985 1. Platz Mixed (mit Annelie Hernvall)
  - 1986 1. Platz Einzel (gegen Erik Lindh), 1. Platz Doppel (mit Erik Lindh)
  - 1989 1. Platz Einzel (gegen Mikael Appelgren)
  - 1991 1. Platz Einzel (gegen Mikael Appelgren), 1. Platz Doppel (mit Jonny Akesson)
  - 1992 1. Platz Doppel (mit Mikael Appelgren)
  - 1994 1. Platz Doppel (mit Mikael Appelgren)
  - 1996 1. Platz Einzel (gegen Mikael Appelgren)
  - 1997 1. Platz Einzel (gegen Jörgen Persson)
  - 1999 1. Platz Doppel (mit Jörgen Persson)
  - 2006 1. Platz Einzel (im Finale gegen Jens Lundqvist)
  - 2010 1. Platz Einzel (im Finale gegen Pär Gerell)

- Titel mit der Mannschaft

mit Stockholms Spårvägars GoIF
- - 1982/1983 schwedischer Meister
  - 1983/1984 schwedischer Meister

mit ATSV Saarbrücken
- - 1984/85 Deutscher Pokalsieger
  - 1985/86 Deutscher Pokalsieger
  - 1985/86 Sieger im Europapokal der Landesmeister
  - 1985/86 Deutscher Mannschaftsmeister
  - 1986/87 2. Platz im Europapokal der Landesmeister

mit Ängby SK
- - 1991/1992 schwedischer Meister
  - 1994/1995 schwedischer Meister

mit Kalmar BTK
- - 1995/1996 schwedischer Meister
  - 1998/1999 schwedischer Meister
  - 1999/2000 schwedischer Meister
  - 2001/2002 schwedischer Meister

- andere Erfolge
  - 1988 Euro-Asia-Turnier in Ormesby/England. 1. Platz Einzel
  - 1988 Stiga Grand Prix in Barcelona/Spanien: 2. Platz Einzel
  - 1989 IOC Presidents Cup in Seoul/KOR: 1. Platz
  - 1989 Stiga Grand Prix in Paris/Frankreich: 1. Platz Einzel
  - 1990 World Team Cup: 1. Platz Team
  - 1991 IOC Presidents Cup in Matsumoto/JPN: 2. Platz
  - 1997 Deutschland Cup in Trier: 1. Platz Einzel
  - 1988, 1991, 1993, 1998, 2000 Pondus Cup (Dänemark): 1. Platz Einzel
  - 1987, 1989 Pondus Cup (Dänemark): 2. Platz Einzel

## Philatelie
Von der schwedischen Post wurde am 14. März 1985 ein Postwertzeichen herausgegeben, auf dem Jan-Ove Waldner abgebildet ist (Michel-Katalog Nr. 1326). Dieses Postwertzeichen wurde aus Anlass der Tischtennisweltmeisterschaft 1985 in Göteborg ausgegeben.
Am 27. September 2013 wurde erstmals überhaupt ein Ausländer mit einer Briefmarke in der Volksrepublik China geehrt, Jan-Ove Waldner. Die Marke wurde in zwei Editionen (eine schwedische und eine chinesische) gleichzeitig herausgegeben und verkaufte sich am ersten Tag alleine in China in 3.000.000 Exemplaren.
Die weitere Briefmarke dieser Gemeinschaftsausgabe von Schweden und der Volksrepublik China zeigt die chinesische Tischtennisspielerin Deng Yaping. Von der schwedischen Post wurden die beiden Briefmarken, in einem Briefmarken-Block als Zusammendruck, mit einem Nominalwert von zwei Mal 6 SEK verkauft. Die zwei chinesischen Briefmarken wurden in Schalterbögen zu je 16 Postwertzeichen und einem Zwischensteg gedruckt.
Dazu gab es Ersttagsstempel mit Tischtennis-Motiv von Stockholm und von Peking.

## Turnierergebnisse
| Verband | Veranstaltung                         | Jahr | Ort                       | Land | Einzel        | Doppel           | Mixed        | Team |
| ------- | ------------------------------------- | ---- | ------------------------- | ---- | ------------- | ---------------- | ------------ | ---- |
| SWE     | Europameisterschaft                   | 2005 | Aarhus                    | DEN  | letzte 16     |                  |              |      |
| SWE     | Europameisterschaft                   | 2002 | Zagreb                    | HRV  | Viertelfinale |                  |              | 1    |
| SWE     | Europameisterschaft                   | 2000 | Bremen                    | GER  | Halbfinale    | Viertelfinale    |              | 1    |
| SWE     | Europameisterschaft                   | 1998 | Eindhoven                 | NED  |               | Halbfinale       |              |      |
| SWE     | Europameisterschaft                   | 1996 | Bratislava                | SVK  | Gold          | Gold             |              | 1    |
| SWE     | Europameisterschaft                   | 1994 | Birmingham                | ENG  | Silber        |                  |              | 2    |
| SWE     | Europameisterschaft                   | 1992 | Stuttgart                 | GER  | Viertelfinale | Silber           |              | 1    |
| SWE     | Europameisterschaft                   | 1990 | Göteborg                  | SWE  | Viertelfinale | Viertelfinale    |              | 1    |
| SWE     | Europameisterschaft                   | 1988 | Paris                     | FRA  | Halbfinale    | Gold             |              | 1    |
| SWE     | Europameisterschaft                   | 1986 | Prag                      | TCH  | letzte 16     | Gold             |              | 1    |
| SWE     | Europameisterschaft                   | 1984 | Moskau                    | URS  |               | Silber           |              |      |
| SWE     | Europameisterschaft                   | 1982 | Budapest                  | HUN  | Silber        |                  |              |      |
| SWE     | Jugend-Europameisterschaft (Kadetten) | 1980 | Poznań                    | POL  | Silber        |                  |              | 1    |
| SWE     | Jugend-Europameisterschaft (Kadetten) | 1979 | Roma                      | ITA  | Silber        |                  |              |      |
| SWE     | Jugend-Europameisterschaft (Junioren) | 1983 | Malmö                     | SWE  | Gold          |                  | Silber       |      |
| SWE     | Jugend-Europameisterschaft (Junioren) | 1982 | Hollabrunn                | AUT  | Gold          | Gold             | Silber       | 1    |
| SWE     | Jugend-Europameisterschaft (Junioren) | 1981 | Topolcany                 | TCH  | Gold          | Gold             |              | 1    |
| SWE     | Jugend-Europameisterschaft (Junioren) | 1980 | Poznań                    | POL  |               | Gold             |              |      |
| SWE     | EURO-TOP12                            | 2004 | Frankfurt                 | GER  | 9. Platz      |                  |              |      |
| SWE     | EURO-TOP12                            | 1999 | Split                     | HRV  | 5             |                  |              |      |
| SWE     | EURO-TOP12                            | 1998 | Halmstad                  | SWE  | 3             |                  |              |      |
| SWE     | EURO-TOP12                            | 1997 | Eindhoven                 | NED  | 3             |                  |              |      |
| SWE     | EURO-TOP12                            | 1996 | Charleroi                 | BEL  | 1             |                  |              |      |
| SWE     | EURO-TOP12                            | 1995 | Dijon                     | FRA  | 1             |                  |              |      |
| SWE     | EURO-TOP12                            | 1994 | Arezzo                    | ITA  | 2             |                  |              |      |
| SWE     | EURO-TOP12                            | 1993 | Kopenhagen                | DEN  | 1             |                  |              |      |
| SWE     | EURO-TOP12                            | 1992 | Wien                      | AUT  | 4             |                  |              |      |
| SWE     | EURO-TOP12                            | 1991 | Hertogenbosch             | NED  | 2             |                  |              |      |
| SWE     | EURO-TOP12                            | 1990 | Hannover                  | FRG  | 2             |                  |              |      |
| SWE     | EURO-TOP12                            | 1989 | Charleroi                 | BEL  | 1             |                  |              |      |
| SWE     | EURO-TOP12                            | 1988 | Ljubljana                 | YUG  | 1             |                  |              |      |
| SWE     | EURO-TOP12                            | 1987 | Basel                     | SUI  | 2             |                  |              |      |
| SWE     | EURO-TOP12                            | 1986 | Sodertalje                | SWE  | 1             |                  |              |      |
| SWE     | EURO-TOP12                            | 1985 | Barcelona                 | ESP  | 5             |                  |              |      |
| SWE     | EURO-TOP12                            | 1984 | Bratislava                | TCH  | 1             |                  |              |      |
| SWE     | EURO-TOP12                            | 1983 | Cleveland                 | ENG  | 9             |                  |              |      |
| SWE     | Nordic Meisterschaften                | 1988 | Karlsborg                 | SWE  | Gold          | Silber           | Gold         | 1    |
| SWE     | Nordic Meisterschaften                | 1983 | Reykjavík                 | ISL  | Silber        | Gold             |              | 1    |
| SWE     | Nordic Meisterschaften                | 1981 | Horning                   | DEN  | Silber        | Gold             |              | 1    |
| SWE     | Olympische Spiele                     | 2004 | Athen                     | GRE  | 4. Platz      | Viertelfinale    |              |      |
| SWE     | Olympische Spiele                     | 2000 | Sydney                    | AUS  | Silber        | letzte 16        |              |      |
| SWE     | Olympische Spiele                     | 1996 | Atlanta                   | USA  | letzte 16     | Viertelfinale    |              |      |
| SWE     | Olympische Spiele                     | 1992 | Barcelona                 | ESP  | Gold          | sofort ausgesch. |              |      |
| SWE     | Olympische Spiele                     | 1988 | Seoul                     | KOR  | 8             | 8                |              |      |
| SWE     | Pro Tour                              | 2005 | Doha                      | QAT  | letzte 16     | Viertelfinale    |              |      |
| SWE     | Pro Tour                              | 2004 | Leipzig                   | GER  | letzte 16     |                  |              |      |
| SWE     | Pro Tour                              | 2004 | Aarhus                    | DEN  | letzte 32     |                  |              |      |
| SWE     | Pro Tour                              | 2004 | Chicago                   | USA  | letzte 16     | Viertelfinale    |              |      |
| SWE     | Pro Tour                              | 2004 | Singapur                  | SIN  | letzte 16     | letzte 16        |              |      |
| SWE     | Pro Tour                              | 2004 | Pyeongchang               | KOR  | letzte 16     | letzte 16        |              |      |
| SWE     | Pro Tour                              | 2004 | Athen                     | GRE  | letzte 16     | letzte 16        |              |      |
| SWE     | Pro Tour                              | 2004 | Croatia                   | HRV  | letzte 16     |                  |              |      |
| SWE     | Pro Tour                              | 2003 | Malmö                     | SWE  | letzte 64     |                  |              |      |
| SWE     | Pro Tour                              | 2003 | Aarhus                    | DEN  | letzte 16     |                  |              |      |
| SWE     | Pro Tour                              | 2003 | Kobe                      | JPN  | letzte 16     | letzte 16        |              |      |
| SWE     | Pro Tour                              | 2002 | Qingdao City              | CHN  | Viertelfinale |                  |              |      |
| SWE     | Pro Tour                              | 2002 | Doha                      | QAT  | letzte 32     |                  |              |      |
| SWE     | Pro Tour                              | 2002 | Wels                      | AUT  | Silber        |                  |              |      |
| SWE     | Pro Tour                              | 2001 | Farum                     | DEN  | Silber        |                  |              |      |
| SWE     | Pro Tour                              | 2001 | Skövde                    | SWE  | letzte 32     |                  |              |      |
| SWE     | Pro Tour                              | 2001 | Bayreuth                  | GER  | Halbfinale    |                  |              |      |
| SWE     | Pro Tour                              | 2001 | Hainan                    | CHN  | Halbfinale    | Viertelfinale    |              |      |
| SWE     | Pro Tour                              | 2001 | Doha                      | QAT  | letzte 16     |                  |              |      |
| SWE     | Pro Tour                              | 2001 | Chatham                   | ENG  | letzte 16     | letzte 16        |              |      |
| SWE     | Pro Tour                              | 2000 | Umeå                      | SWE  | letzte 16     |                  |              |      |
| SWE     | Pro Tour                              | 2000 | Warschau                  | POL  | letzte 32     |                  |              |      |
| SWE     | Pro Tour                              | 2000 | Fort Lauderdale           | USA  | letzte 16     | Viertelfinale    |              |      |
| SWE     | Pro Tour                              | 2000 | Zagreb                    | HRV  | Halbfinale    | Viertelfinale    |              |      |
| SWE     | Pro Tour                              | 1999 | Karlskrona                | SWE  | letzte 16     | Scratched        |              |      |
| SWE     | Pro Tour                              | 1999 | Bremen                    | GER  | Halbfinale    | Halbfinale       |              |      |
| SWE     | Pro Tour                              | 1999 | Kobe City                 | JPN  | letzte 32     | Silber           |              |      |
| SWE     | Pro Tour                              | 1999 | Doha                      | QAT  | Halbfinale    | letzte 16        |              |      |
| SWE     | Pro Tour                              | 1998 | Sundsvall                 | SWE  | Halbfinale    | Silber           |              |      |
| SWE     | Pro Tour                              | 1998 | Belgrad                   | YUG  | Halbfinale    | Viertelfinale    |              |      |
| SWE     | Pro Tour                              | 1998 | Courmayeur                | ITA  | Silber        | Viertelfinale    |              |      |
| SWE     | Pro Tour                              | 1998 | Melbourne                 | AUS  | letzte 32     | Viertelfinale    |              |      |
| SWE     | Pro Tour                              | 1998 | Wakayama                  | JPN  | letzte 16     | Silber           |              |      |
| SWE     | Pro Tour                              | 1998 | Zagreb                    | HRV  | Halbfinale    | Scratched        |              |      |
| SWE     | Pro Tour                              | 1998 | Doha                      | QAT  | Silber        | letzte 16        |              |      |
| SWE     | Pro Tour                              | 1997 | Kalmar                    | SWE  | letzte 32     |                  |              |      |
| SWE     | Pro Tour                              | 1997 | Linz                      | AUT  | Viertelfinale | letzte 16        |              |      |
| SWE     | Pro Tour                              | 1997 | Zhuhai                    | CHN  | letzte 32     | Viertelfinale    |              |      |
| SWE     | Pro Tour                              | 1997 | Chiba                     | JPN  | Gold          | letzte 16        |              |      |
| SWE     | Pro Tour                              | 1997 | Doha                      | QAT  | Gold          | letzte 16        |              |      |
| SWE     | Pro Tour                              | 1996 | Boras                     | SWE  | Halbfinale    | Viertelfinale    |              |      |
| SWE     | Pro Tour                              | 1996 | Lyon                      | FRA  | Gold          | Viertelfinale    |              |      |
| SWE     | Pro Tour                              | 1996 | Belgrad                   | YUG  | Gold          | Gold             |              |      |
| SWE     | Pro Tour Grand Finals                 | 2001 | Hainan                    | CHN  | letzte 16     |                  |              |      |
| SWE     | Pro Tour Grand Finals                 | 1998 | Paris                     | FRA  | Halbfinale    | Viertelfinale    |              |      |
| SWE     | Pro Tour Grand Finals                 | 1997 | Hong Kong                 | HKG  | Viertelfinale |                  |              |      |
| SWE     | Pro Tour Grand Finals                 | 1996 | Tian Jin                  | CHN  | letzte 16     | Viertelfinale    |              |      |
| SWE     | Weltmeisterschaft                     | 2006 | Bremen                    | GER  |               |                  |              | 10   |
| SWE     | Weltmeisterschaft                     | 2005 | Shanghai                  | CHN  | letzte 32     | letzte 32        |              |      |
| SWE     | Weltmeisterschaft                     | 2004 | Doha                      | QAT  |               |                  |              | 4    |
| SWE     | Weltmeisterschaft                     | 2003 | Paris                     | FRA  | letzte 128    |                  |              |      |
| SWE     | Weltmeisterschaft                     | 2001 | Osaka                     | JPN  | letzte 16     | letzte 64        | keine Teiln. | 3–4  |
| SWE     | Weltmeisterschaft                     | 2000 | Kuala Lumpur              | MAS  |               |                  |              | 1    |
| SWE     | Weltmeisterschaft                     | 1999 | Eindhoven                 | NED  | Halbfinale    | letzte 32        | keine Teiln. |      |
| SWE     | Weltmeisterschaft                     | 1997 | Manchester                | ENG  | Gold          | Silber           | keine Teiln. | 7    |
| SWE     | Weltmeisterschaft                     | 1995 | Tianjin                   | CHN  | letzte 16     | Viertelfinale    | keine Teiln. | 2    |
| SWE     | Weltmeisterschaft                     | 1993 | Göteborg                  | SWE  | Halbfinale    | Viertelfinale    | keine Teiln. | 1    |
| SWE     | Weltmeisterschaft                     | 1991 | Chiba City                | JPN  | Silber        | letzte 16        | keine Teiln. | 1    |
| SWE     | Weltmeisterschaft                     | 1989 | Dortmund                  | FRG  | Gold          | letzte 16        | keine Teiln. | 1    |
| SWE     | Weltmeisterschaft                     | 1987 | New Delhi                 | IND  | Silber        | letzte 32        | keine Teiln. | 2    |
| SWE     | Weltmeisterschaft                     | 1985 | Göteborg                  | SWE  | letzte 32     | letzte 64        | keine Teiln. | 2    |
| SWE     | Weltmeisterschaft                     | 1983 | Tokio                     | JPN  | letzte 16     | letzte 16        | letzte 16    | 2    |
| SWE     | World Cup                             | 2004 | Hangzhou                  | CHN  | 5.–8. Platz   |                  |              |      |
| SWE     | World Cup                             | 2001 | Courmayeur                | ITA  | 9.–12. Platz  |                  |              |      |
| SWE     | World Cup                             | 2000 | Yangzhou                  | CHN  | 9.–12. Platz  |                  |              |      |
| SWE     | World Cup                             | 1999 | Xiaolan                   | 0    | 5.–8. Platz   |                  |              |      |
| SWE     | World Cup                             | 1998 | Shantou                   | CHN  | 5.–8. Platz   |                  |              |      |
| SWE     | World Cup                             | 1997 | Nimes                     | FRA  | 5.–8. Platz   |                  |              |      |
| SWE     | World Cup                             | 1996 | Nimes                     | FRA  | Silber        |                  |              |      |
| SWE     | World Cup                             | 1995 | Nimes                     | FRA  | 9.–12. Platz  |                  |              |      |
| SWE     | World Cup                             | 1994 | Taipei                    | CHN  | 4             |                  |              |      |
| SWE     | World Cup                             | 1993 | Guangzhou                 | SWE  | 9.–12. Platz  |                  |              |      |
| SWE     | World Cup                             | 1991 | Kuala Lumpur              | MAS  | 3             |                  |              |      |
| SWE     | World Cup                             | 1990 | Chiba City                | JPN  | Gold          |                  |              |      |
| SWE     | World Cup                             | 1989 | Nairobi                   | KEN  | 15            |                  |              |      |
| SWE     | World Cup                             | 1988 | Guangzhou & Wuhan         | CHN  | 6             |                  |              |      |
| SWE     | World Cup                             | 1987 | Macao                     | CHN  | 7             |                  |              |      |
| SWE     | World Cup                             | 1985 | Foshan                    | CHN  | 8             |                  |              |      |
| SWE     | World Cup                             | 1984 | Kuala Lumpur              | MAS  | 5             |                  |              |      |
| SWE     | World Cup                             | 1983 | Barbados                  | 0    | Silber        |                  |              |      |
| SWE     | World Doubles Cup                     | 1990 | Seoul                     | KOR  |               | Viertelfinale    |              |      |
| SWE     | WTC-World Team Cup                    | 1995 | Atlanta                   | USA  |               |                  |              | 5    |
| SWE     | WTC-World Team Cup                    | 1994 | Nimes                     | FRA  |               |                  |              | 2    |
| SWE     | WTC-World Team Cup                    | 1991 | Barcelona                 | ESP  |               |                  |              | 2    |
| SWE     | WTC-World Team Cup                    | 1990 | Hokkaido, Aomori, Niigata | JPN  |               |                  |              | 1    |